# Vlekkruinorganist
De vlekkruinorganist (Euphonia imitans) is een zangvogel uit de familie Fringillidae (vinkachtigen).

## Verspreiding en leefgebied
Deze soort komt voor in zuidwestelijk Costa Rica en uiterst westelijk Panama.